# Admete tenuissima
Admete tenuissima is een slakkensoort uit de familie van de Cancellariidae. De wetenschappelijke naam van de soort is voor het eerst geldig gepubliceerd in 2002 door Okutani & Fujikura.